# Георгиос Сотириадис
Георгиос Сотириадис (на гръцки: Γεώργιος Σωτηριάδης) е гръцки филолог, археолог, картограф и изследовател.

## Биография
Роден е на 25 април 1852 година в град Валовища, тогава в Османската империя (днес Сидирокастро, Гърция). Следва в Университета в Атина, но завършва образованието си в Мюнхен, където получава докторска степен. През 1896 година е назначен за уредник на археологическото дружество, а от 1912 е и професор по история в Атинския университет.
През 1918 година издателство „Станфорд“ публикува картата на Сотириадис „Елинизмът в Близкия изток“ (1918), която идва в отговор на картата на Александър Грос. Картата на Сотириадис представя официалната гръцка гледна точка в края на Първата световна война и е издадена, за да подкрепи гръцките претенции в Албания и Тракия.
Между 1918 – 1920 година е заместник-председател на Археологическото дружество. Преподава също в училища в Одеса, Янина, Пловдив и Атина. От 1926 година е професор в Университета в Солун, като е и негов първи декан, а през същата година е избран и за член на Атинската академия.
Умира на 30 януари 1942 година в Атина на 89-годишна възраст.

## Научна дейност
Сотириадис извършва археологически проучвания и разкопки в Термо, Беотия, Фокида, Локрида и Маратон. Води разкопките в античния град Дион.
Сред публикуваните му трудове са „Топография на древна Тива“ (Баварска академия на науките, 1904), „Менандър и античната комедия“ и други. Също прави превод на „Орестияда“ от Есхил и „История на византийската литература“ на Кроубахер.